# Гусейнова, Зульфия Юсиф кызы
Зульфия Юсиф кызы Гусейнова (азерб. Zülfiyyə Yusif qızı Hüseynova; 15 октября 1970) — азербайджанская дзюдоистка и самбистка, пятикратная чемпионка мира по самбо (1992, 1994, 1995, 1996, 1997), двукратная чемпионка Европы (1992, 1995), победительница Спартакиады народов СССР 1991 года, участница Олимпийских игр 1996 и 2000 гг. Заслуженный мастер спорта СССР и Азербайджана.

## Биография
Зульфия Юсиф кызы Гусейнова родилась 15 октября 1970 года в Бейлаганском районе Азербайджана, в селе Гарадаглы. В детстве спортом заниматься девочке не разрешали родители, хотя Зульфия проявляла это желание уже с 10 летнего возраста. Начала заниматься спортом с 1 сентября 1986 года. В этом же году, через полотора месяца, заняла третье место на чемпионате Азербайджана по самбо. Ещё через два с половиной месяца стала победительницей юниорского чемпионата Азербайджана.
В 1991 году удостоена Почётного диплома Азербайджанской ССР
В марте 1995 года за высокие достижения на международных соревнованиях, а также за заслуги в развитии азербайджанского спорта Зульфия Гусейнова была награждена медалью «Прогресс».
В 2008 году победила на чемпионате мира среди ветеранов в Бразилии. В 2009 году Зульфия Гусейнова выиграла серебряную медаль на чемпионате мира среди ветеранов в Германии в весовой категории до 70 кг, проиграв итальянке Паоле Престинони.
В 2017 году стала чемпионом Европы среди ветеранов.
В 2018 году на чемпионате мира среди слепых и слабовидящих в городе Одивелаш (Лиссабон) в составе женской сборной Азербайджана стала бронзовой призёркой командного турнира.
В 2019 году Гусейнова заняла 5-е место на Гран-при Баку среди слепых и слабовидящих. В этом же году завоевала бронзовую медаль на Гран-при в Ташкенте среди слепых и слабовидящих. В мае 2021 года Гусейнова выиграла серебро Гран-при Баку среди слепых и слабовидящих, уступив в финале Алане Мальдонадо из Бразилии.
С 4 по 7 ноября 2024 года примет участие на Чемпионате мира среди ветеранов 2024 в Лас Вегасе (США).
В мае 2025 года на чемпионате Европы по дзюдо среди ветеранов в Риге Зульфия Гусейнова заняла первое место